# Гарі Волш
 Гарі Волш (англ. Gary Walsh, нар. 21 березня 1968, Віган) — англійський футболіст, що грав на позиції воротаря.
Виступав, зокрема, за клуб «Манчестер Юнайтед», у складі якого — дворазовий чемпіон Англії, володар Кубка УЄФА, володар Суперкубка УЄФА. 

## Ігрова кар'єра
Народився 21 березня 1968 року в місті Віган. Вихованець футбольної школи клубу «Манчестер Юнайтед». Дорослу футбольну кар'єру розпочав 1990 року в основній команді того ж клубу, в якій провів три сезони, взявши участь у 50 матчах чемпіонату.  За цей час виборов два титули чемпіона Англії, ставав володарем Кубка УЄФА, володарем Суперкубка УЄФА. З приходом до МЮ данського голкіпера Петера Шмейхеля у 1991 році програв останньому конкуренцію за позицію основного воротаря команди і отримував дедалі менше ігрового часу. Частину 1993 року провів в оренді в «Олдем Атлетик», після повернення з якої жодної гри чемпіонату за «Манчестер Юнайтед» не провів, попри те, що залишався у складі команди цього клубу до 1995 року.
Згодом з 1995 по 2003 рік грав у складі команд клубів «Мідлсбро» і «Бредфорд Сіті»
Завершив професійну ігрову кар'єру у клубі «Віган Атлетік», за команду якого виступав протягом 2003—2006 років, за які лише тричі виходив на поле в іграх чемпіонату.

## Титули і досягнення
- Чемпіон Англії (2):

«Манчестер Юнайтед»:  1992-1993, 1993-1994
- Володар Кубка Англії (1):

«Манчестер Юнайтед»:  1993-1994
- Володар Суперкубка Англії (1):

«Манчестер Юнайтед»:  1994
- Володар Кубка УЄФА (1):

«Манчестер Юнайтед»:  1991
- Володар Суперкубка Європи (1):

«Манчестер Юнайтед»:  1991